# Chafariz da Cruz do Pico (Santa Cruz)
O Chafariz da Cruz do Pico em Santa Cruz é um chafariz português localizado na freguesia de Santa Cruz concelho da Praia da Vitória ilha Terceira, Açores e faz parte do Inventário do Património Histórico e Religioso para o Plano Director Municipal da Praia da Vitória, e remonta ao século XIX.
Trata-se de uma construção feita em cantaria, formado por pano de parede de formato rectangular, com rebordo um saliente e encimado por uma cornija.
Ao eixo do chafariz existe uma pedra circular, também saliente de onde sai uma bica com água corrente. Na parte superior do chafariz, encontra-se uma cartela onde se lê a inscrição "O.P./1893". (Obras Públicas, 1893).
Colado ao chafariz, no chão encontra-se um tanque de formato rectangular cuja dimensão é superior nas duas extremidades aos lados do pano de parede do chafariz. 
No centro da chafariz, talhado na pedra encontra-se a data de 1893.